# HMS Vengeance (R71)

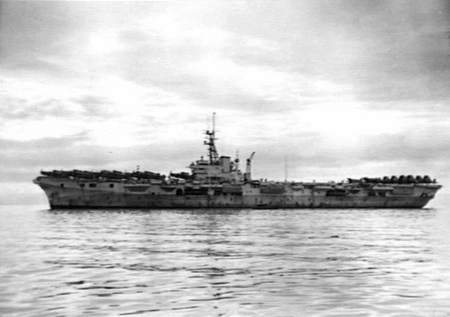
HMS Vengeance vid Labuan Island, Borneo, 1 januari 1946.

HMS Vengeance (R71) var ett hangarfartyg av Colossus-klass byggd för Royal Navy under andra världskriget. Fartyget tjänstgjorde i tre flottor under sin karriär: Royal Navy, Australiens flotta (som HMAS Vengeance, mellan 1952 och 1955), och Brasiliens flotta (som Minas Gerais, mellan 1956 och 2001).
Vengeance konstruerades under andra världskriget och var ett av de få fartygen i hennes klass som färdigställdes innan krigsslutet. Hon deltog dock aldrig i några strider. Fartyget tillbringade de kommande åren som ett flygplanstransport och träningsfartyg innan hon sändes på en försökskryssning för att lära hur väl fartyg och personal skulle kunna fungera i extrema arktiska förhållanden. I slutet av 1952 utlånades Vengeance till australiska flottan som ersättare för den försenade hangarfartyget HMAS Melbourne. Hon stannade kvar i australiskt vatten och opererade som ett hangarfartyg och utbildningsfartyg för majoriteten av det tre år långa lånet. Hon var tillbaka i Royal Navy i augusti 1955.
Istället för att återvända i tjänst i Royal Navy såldes hon 1956 till Brasilien, och togs i tjänst efter stora uppgraderingar, vilket gav fartyget möjlighet att operera jetflygplan. Hon namnändrades till Minas Gerais och förblev i tjänst fram till 2001. Flera försök gjordes att sälja fartyget innan hon såldes för skrotning och skeppades till Alang.